# Лагерь для толстяков
Лагерь для толстяков (англ. Fat Camp) — эпизод 415 (№ 63) сериала «Южный Парк», премьера которого состоялась 6 декабря 2000 года.

## Сюжет
По ошибке на уроке биологии, посвящённому препарированию животных, ребятам приходится вместо лягушек изучать ламантинов. Стэн, Кайл и другие ученики подговаривают Кенни съесть селезёнку ламантина, пообещав ему за это 41 доллар. Затем Кенни начинает поедать различные отвратительные вещи за деньги, и в итоге становится ведущим собственной программы «Шоу безумного Кенни» (англ. The Krazy Kenny Show), где за деньги делает омерзительные вещи, включая эротический массаж собственному дедушке и пребывание четверо суток в переносном туалете на стройке.
Тем временем мама Картмана и другие жители города скидываются на то, чтобы отправить Эрика в лагерь для похудения, где пара вожатых пытаются научить его и других толстых детей делать упражнения и вести здоровый образ жизни. Хотя Картман сопротивляется, вскоре он появляется в Саут-Парке сильно похудевшим. Ребята шокированы этой метаморфозой, а также тем, что похудевший Картман выглядит более серьёзным и не таким жадным. Постепенно становится понятно, что похудевший Картман является самозванцем, крадущим еду из школы и привозящим её настоящему Картману в лагерь, где тот продаёт её другим детям. Из-за этого дети в лагере для толстяков не могут похудеть, и их родители решают забрать детей домой.
Вместе с Томом Грином и Джонни Ноксвиллом Кенни выступает на шоу Говарда Стерна, где Стерн пытается доказать, что Кенни не проститутка, предложив ему деньги за оральный секс. В итоге Кенни оказывается продажнее всех, согласившись на оральный секс за 10 долларов, и его сажают на 3 месяца в тюрьму за проституцию. Из-за ареста его шоу, в котором он намеревался пробыть в матке мисс Крабтри (мисс Колтон) в течение шести часов, оказывается под угрозой срыва. К Стэну и Кайлу, взволнованным отсутствием Кенни, подходит худой «Картман» и говорит, что, возможно, они виноваты в том, что Кенни попал в тюрьму. Кайл чувствует неладное и разоблачает самозванца, сорвав с него шапку, под который оказываются рыжие волосы. В качестве наказания ребята заставляют его залезть вместо Кенни в матку мисс Крабтри, надев его парку.
В это время в лагере для толстяков один из детей рассказывает о махинациях Картмана, таким образом спасая лагерь от провала. Несмотря на то, что Картман соглашается с их упрёками и намеревается начать худеть вместе с ними, вожатые отказываются взять его обратно.

## Смерть Кенни
Сам Кенни в эпизоде не умирает, так как попадает в тюрьму. Лже-Картман наряжается в парку Кенни и умирает от давления, пробыв шесть часов в матке мисс Крабтри. Увидев его тело, Стэн говорит: «О боже мой! Они убили Кенни! Ну типа того…», а Кайл добавляет «Да они вроде как убили двойника Кенни. Сволочи!»

## Пародии
- Идея передачи Кенни напоминает шоу «Jackass», в котором участвовал Джонни Ноксвилл.
- Когда в конце эпизода мальчик по имени Чед (англ. Chad) говорит, что дети жульничали с соблюдением диет, Картман называет его Half Chad. Это отсылка к президентским выборам 2000 года в США[1].

## Факты
- Готовя еду, Картман напевает песню «You'll Never Find Another Love Like Mine» Лу Роулза[2].
- Когда ребята приходят к Шефу и спрашивают, что такое проституция, он начинает возмущаться, что они постоянно задают ему неудобные вопросы, и упоминает, как они спрашивали у него, что такое клитор. Это отсылка к полнометражному фильму «Саут-Парк: большой, длинный и необрезанный», также они спрашивают, кто такие Лесбиянки — это отсылка к серии «Ринопластическая клиника Тома».
- В столовой лагеря Картман говорит, что в тюрьме он проносил пудинг через охрану у себя в заднице; это отсылка к эпизоду «Тупое преступление Картмана»
- В студии на интервью Кенни с двумя звёздами, за спиной у диджея можно увидеть надувную куклу Антонио Бандераса. Это отсылка к эпизоду «Отличная загадка группы Korn о пиратском призраке».